# Danuta Wierzbicka
Danuta Wierzbicka (ur. 12 czerwca 1930 w Kiwercach, zm. 7 czerwca 2024 w Czeladzi)  – polska stomatolożka i historyczka, posłanka na Sejm I kadencji.

## Życiorys
Córka Andrzeja i Bronisławy. W 1952 ukończyła studia stomatologiczne na Śląskiej Akademii Medycznej w Zabrzu. Uzyskała stopień naukowy doktora nauk humanistycznych, specjalizując się w historii kultury antycznej. Działaczka Konfederacji Polski Niepodległej. W 1991 uzyskała mandat posłanki I kadencji, który wykonywała do 1993. Została wybrana z listy Polskiego Związku Zachodniego (zblokowanej z listą KPN). Pod koniec kadencji należała do klubu parlamentarnego Ruch dla Rzeczypospolitej. Zasiadała w Komisji Mniejszości Narodowych i Etnicznych.
Pochowana na cmentarzu Centralnym w Gliwicach.